# Monumento a Pedro Aguirre Cerda
El monumento a Pedro Aguirre Cerda es un monumento inconcluso construido en el Parque Almagro, ubicado al final del paseo Bulnes, en Santiago de Chile. Concebido como homenaje al expresidente de la República, Pedro Aguirre Cerda, y diseñado por Lorenzo Berg, siendo considerada una de las obras precursoras del land art a nivel mundial, su construcción fue interrumpida y nunca se finalizó, siendo a la vez reemplazado por una escultura más clásica del exmandatario, realizada por Galvarino Ponce. Aun cuando está inconcluso, fue inaugurado el 17 de septiembre de 1967.

## Historia
Originalmente el monumento a Pedro Aguirre Cerda —autorizado mediante la Ley 9697, promulgada el 30 de septiembre de 1950— iba a emplazarse en la Plaza Argentina, frente a la Estación Central de Ferrocarriles, y en 1953 Lorenzo Berg y el arquitecto Osvaldo Cáceres ganaron el concurso internacional para diseñar dicho monumento. En 1959 se encargó a Berg un nuevo proyecto, esta vez para ser emplazado al final del paseo Bulnes. Originalmente el presidente del Comité Pro-Monumento fue Jerónimo Méndez, siendo reemplazado posteriormente por Ulises Correa.

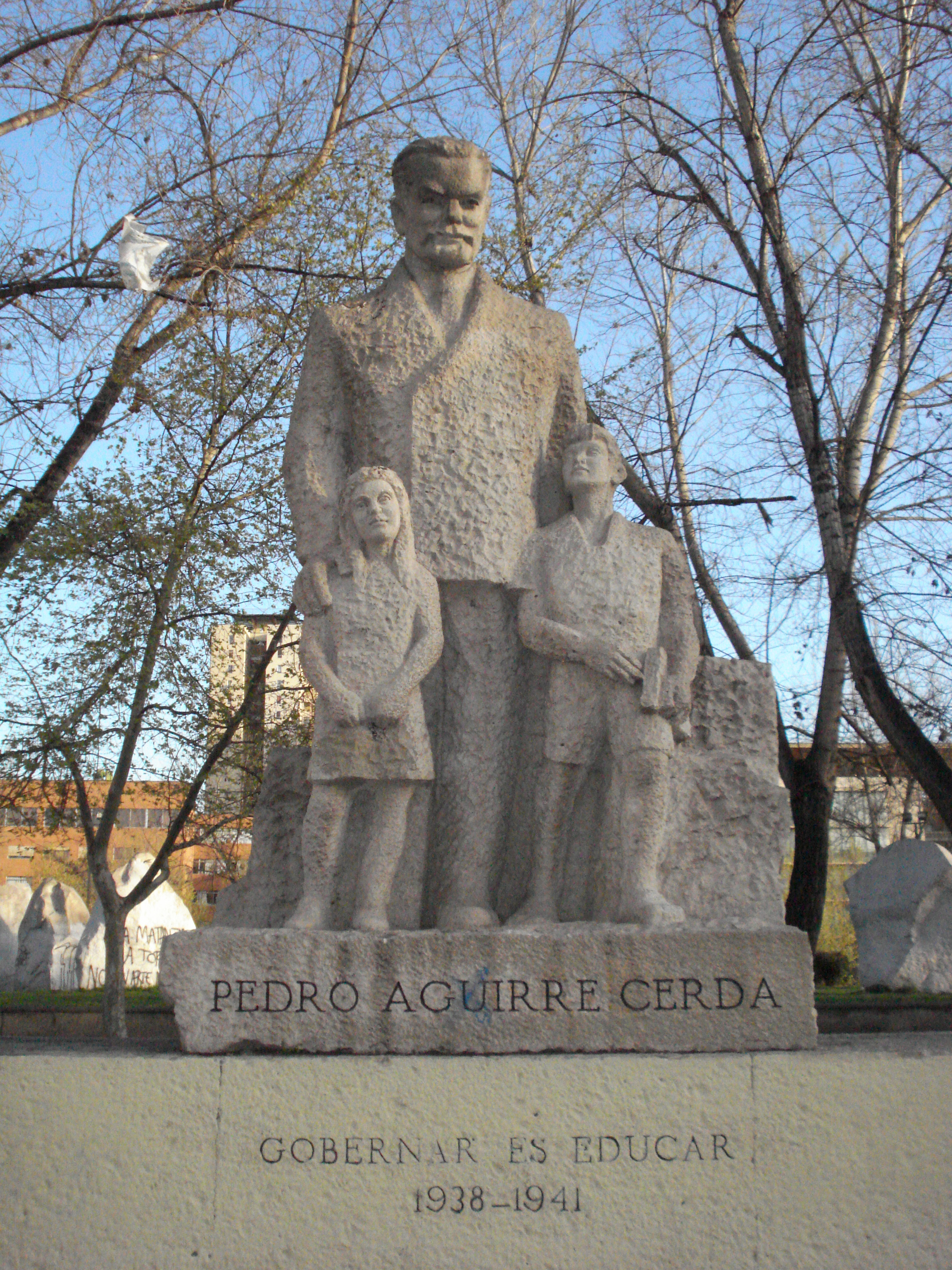
Estatua de Pedro Aguirre Cerda por Galvarino Ponce.

En 1961 Berg presenta el proyecto definitivo para el monumento, consistente en siete rocas monumentales sobre un espejo de agua, con una escultura de una llama de fuego —hecha con láminas de cobre— que estaría ubicada en el centro y giraría producto del movimiento del agua dentro del espejo. Cada una de las rocas representaba obras del gobierno de Aguirre Cerda: Defensa de la Raza, Corporación de Reconstrucción y Auxilio, Corporación de Fomento de la Producción (Corfo), Pascua de los Niños Pobres, obras en educación, y la fijación de límites de la Antártida, mientras que la séptima roca estaba dedicada al exmandatario partiendo de un relieve, en la cabeza, para terminar en un inciso, con la figura de dos niños.
Producto de desacuerdos entre la Comisión Pro-Monumento —que había aprobado el proyecto definitivo el 13 de julio de 1961— y el escultor, en 1964 la organización ordena suspender las obras y le prohíbe a Berg ingresar al recinto. Posteriormente, se decidió incorporar al norte del monumento una estatua clásica de Pedro Aguirre Cerda junto a dos niños, realizada por Galvarino Ponce, la cual generó controversia debido al contraste de estilo con el monumento previo:

Ya que esta escultura sentimental tan obviamente contradice el espíritu abstracto y ciclópeo del monumento de fondo, es de suponer que los auspiciadores de la obra desearon colocar en este lugar algo más "clásico".
Francisco Otta en revista PEC (1967).

El monumento, aun estando inconcluso, fue inaugurado por el presidente de la República, Eduardo Frei Montalva, en un acto realizado el 17 de septiembre de 1967.